# Rubik's clock

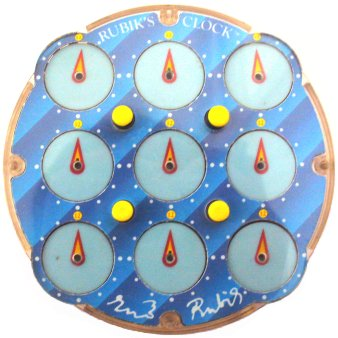
Vista frontal del reloj de Rubik versión original

El reloj de Rubik es un rompecabezas mecánico inventado y patentado por Christopher C. Wiggs y Christopher J. Taylor. El escultor y profesor de arquitectura húngaro Ernő Rubik les compró la patente para poder comercializarlo con su nombre. Se puso a la venta por primera vez en 1988. En la comunidad de speedcubing es un puzzle impopular, puesto que no gira como las demás categorías.
Se trata de un rompecabezas de dos caras, cada una de las cuales consta de nueve relojes. El juego consiste en manipular las cuatro ruedecillas que se encuentran en las esquinas del rompecabezas en conjunto con los botones que tiene al centro hasta conseguir que todos los relojes de ambos lados marquen la misma hora (Se considera como estado resuelto cuando todos los relojes marquen a las 12).
El actual récord de una resolución lo posee el ucraniano-estadounidense Volodymyr Kapustianskyi con 1.64 segundos, obtenido en el torneo llamado Moorhead Madness 2025, hecho en Minnesota, Estados Unidos. El actual récord en promedio lo posee el neozelandés Lachlan Gibson con 2.28 segundos, con resoluciones de: (2.20) 2.22 2.26 2.36 (2.65) en el torneo Puzzling Papatoetoe 2025.